# Kourtrajmé
Kourtrajmé (verlan de « court métrage ») est une association française et un collectif d'artistes œuvrant dans le domaine de l'audiovisuel, créé en 1994 par Kim Chapiron, Toumani Sangaré, Romain Gavras et Vincent Cassel, autour du court-métrage Paradoxe perdu. Kourtrajmé regroupe 135 membres actifs dans plusieurs domaines.
Depuis 2018, des écoles de cinéma Kourtrajmé sont également mises en place par le collectif, à l'initiative de Ladj Ly : des formations audiovisuelles gratuites, accessibles à toutes et tous, destinées à ouvrir le cinéma à des passionnés venus de tous les milieux sociaux, notamment des quartiers populaires.

## Kourtrajmé Productions
- 1994 : Paradoxe perdu.
- 1996 : Saga des Psycho Negros, Y'en ai marre dé courir.
- 1998 : Pouilledé !, Paris by Night.
- 2000 : Love No Limit, The Breaks, The Rool, King of New York, Metro, Regan, clip de Widow Prizum A Brooklyn Kind of Life.
- 2001 : Tarubi, l'Arabe Strait 2, The Funk Hunt, clip de Rocé Changer le monde, clip de TTC (Je n'arrive pas à) Danser.
- 2002 : The Big Apple Tour, Les Frères Wanted II : La Barbichette, Easy Pizza Riderz, Café, clip d'Oxmo Puccino Avoir des potes, clip de Blow the Expanse All of My Dream, clip de Don Martin Deliver the Word, clip de Kojak The Terminator.
- 2003 : Les Frères Wanted III : Le Chat de la grand-mère d'Abdel Krim, Désir dans l'espace, clip de la Mafia K'1 Fry Pour ceux.
- 2004 : clip de Didier Super Y'en a des bien.
- 2005 : Kourtrajmé & DJ Mehdi - Des friandises pour ta bouche (DVD Megalopolis [Stories] par Kourtrajmé + CD Megalopolis [Musics] par DJ Mehdi).
- 2005 : Le Caddy Marakani clip commandé par Max Havelaar, le géant du commerce équitable, visant à sensibiliser le spectateur à l'altermondialisme.
- 2006 : Sheitan (premier long métrage de Kim Chapiron, produit par 120 Films), clip de Sheitan Bâtards de barbares, clip de La Caution Thé à la menthe, coffret triple DVD Kourtrajmé Anthology 1995–2005.
- 2007 : 365 Jours à Clichy-Montfermeil par Ladj Ly (reportage sur les émeutes de 2005 dans les banlieues françaises).
- 2007 : clip de Rockin' Squat France à Fric, clip de DJ Mehdi Signatune (Thomas Bangalter Edit), clip de Fatal Bazooka Trankillement, clip de Simian Mobile Disco I Believe, clip de Mokobé Bisou feat. DJ Lewis.
- 2008 : Les Mathématiques du Roi Heenok (documentaire sur le Roi Heenok), clip de Justice Stress, clip de The Last Shadow Puppets The Age of the Understatement.
- 2008 : Go Fast Connexion par Ladj Ly (faux documentaire).
- 2008 : A Cross the Universe par Romain Gavras (documentaire sur la tournée du premier album de Justice).
- 2010 : Born Free par Romain Gavras pour la chanteuse M.I.A.
- 2012 : No Church in the Wild de Jay-Z et Kanye West, par Romain Gavras.
- 2012 : Bienvenüe de 1995.
- 2012 : Bad Girls de M.I.A.
- 2018 : Le monde est à toi de Romain Gavras.
- 2019 : Les Misérables de Ladj Ly.
- 2023 : Bâtiment 5 de Ladj Ly.

## Intervenants célèbres
Le collectif Kourtrajmé a le soutien de célébrités du cinéma telles que Vincent Cassel ou Mathieu Kassovitz, qui jouent dans certains courts métrages, et de chanteurs tels qu'Oxmo Puccino, qui fait des apparitions dans Sheitan et Les Frères Wanted III : Le Chat de la grand-mère d'Abdel Krim, Teki Latex du groupe TTC, Alexis Manenti, ou encore le groupe La Caution.
Charles Villeneuve, l'ex-présentateur de l'émission Le Droit de savoir sur TF1, s'est prêté au jeu de l'autodérision en participant activement au court-métrage de Ladj Ly Go Fast Connexion (2008).

## Écoles de cinéma
Le collectif a suscité également des écoles de cinéma à l'initiative de Ladj Ly. La première est à Clichy-sous-Bois / Montfermeil en 2018,,, là où a grandi et filmé le cinéaste. Elle propose aujourd'hui des sessions en Scénario / Écriture de Récits, Scénario / Écriture de Séries, Web-séries, Acting (avec Ludivine Sagnier pour marraine), et Art & Image, en attendant que reprenne la formation centrale consacrée à la mise en scène (Réalisation/Assistanat). Des écoles « sœurs » se sont depuis fondées sur d'autres territoires, des structures autonomes avec leurs propres équipes et sessions : KourtrajMars à Marseille en 2020, Kourtrajmé, Dakar en 2022 rayonnant sur toute l'Afrique de l'Ouest, Kourtrajmé Karaïbes en Guadeloupe en 2023. D'autres créations sont encore envisagées. L'ambition est à la fois de former une nouvelle génération aux métiers du cinéma, en rendant accessible les formations ; et de renouveler les récits, les représentations, les regards, en même temps que les profils de professionnels, dans un cinéma français souvent accusé de ne pas refléter toute la diversité de la société. Les formations sont gratuites, et n’imposent aucune condition de diplôme ou d’âge. Les candidats sont sélectionnés sur leur motivation et, selon les sessions, sur un paragraphe pitchant leur projet de court métrage ; une vidéo qu'ils ont réalisée, consacrée à un thème libre ou montrant leur travail d'acteur...